# Literaturjahr 1714
Liste der Literaturjahre

Literaturjahr 1714 | ►►

Weitere Ereignisse
Dieser Artikel behandelt das Literaturjahr 1714.

## Ereignisse
- 16. März: Friede von  Rastatt. Der Friedensvertrag ist in französischer Sprache verfasst. Mit diesem Tag hat sich die allmähliche Verdrängung des Lateinischen durch Französisch als Diplomatensprache weitgehend durchgesetzt.

- März:  Der Scriblerus Club, ein informeller Club von Literaten und Literaturfreunden kommt zum ersten Mal in London zusammen. Zu den Gründungsmitgliedern gehören Jonathan Swift, Alexander Pope, John Gay, John Arbuthnot, in dessen Londoner Haus die Treffen stattfanden, Thomas Parnell, Henry St. John und Robert Harley. Der Club endete 1745 mit dem Tod seiner prominentesten Mitglieder Pope und Swift. Gründungszweck des Clubs war, die Auswüchse von Gelehrsamkeit und den Wissenschaftsjargon satirisch aufs Korn zu nehmen.

- Der Drucker  Moses ben Avraham Avinu († 1733/34) wird in Halle eingekerkert, kann jedoch aus der Haft entkommen und nach  Amsterdam fliehen. Moses ben Avraham Avinu war ein jüdischer Konvertit, der in Halle eine Druckerei mit hebräischen Büchern betrieb. Wegen verschiedener antichristlicher Passagen in Berechiah Baruchs Buch Zera' Berak wurde er inhaftiert, seine Druckerzeugnisse wurden konfisziert. Im gleichen Jahr druckte er in Amsterdam das Mischnatraktat Rosch ha-Schana.

## Bibliotheken
- Der Florentiner Gelehrte  Antonio Magliabechi vermacht testamentarisch seine 30.000 Bände umfassende Privatbibliothek seinem Mäzen Cosimo III. de’ Medici als Grundstock für eine öffentliche Bibliothek der Stadt Florenz. 1714 gilt damit als Gründungsdatum der Biblioteca Nazionale Centrale di Firenze. Unter dem Namen Biblioteca Magliabechiana wird sie erstmals 1747 für Benutzer geöffnet.

- Die erste staatliche Bibliothek Russlands wird gegründet. Der erste Bibliothekar war seit 1714 der aus Deutschland stammende Johann Daniel Schumacher. Der Buchbestand setzte sich zunächst überwiegend aus der Bibliothek der Moskauer Medizinalkanzlei und der Bibliothek des Kurländischen Herzogtums zusammen, wurde aber bereits in den ersten Jahrzehnten ihres Bestehens durch private Sammlungen erweitert, an erster Stelle durch die Bibliothek aus dem Sommerpalais Peters des Großen. Seit 1725 gehörte die Bibliothek zur Russischen Akademie der Wissenschaften.

## Neuerscheinungen

### Memoiren, Autobiographien
- Antoine Hamiltons Mémoires de la vie du comte de Grammont contenant particulièrement histoire amoureuse de la cour d'Angleterre sous le règne de Charles II, die ihm möglicherweise sein Schwager, der Comte de Gramont in die Feder diktiert hat und die erstmals 1713 in den Niederlanden gedruckt worden sind, erscheinen in der englischen Übersetzung von Abel Boyer in London.

- Thomas Ellwood: The History of the Life of Thomas Ellwood. Autobiographie. Das Buch wurde ein Jahr nach seinem Tod veröffentlicht, berichtet von Ellwoods Freundschaft zu John Milton, William Penn und Isaac Penington und ist eine historische Quelle zur Frühzeit der Quaker-Bewegung.

### Romane, Erzählungen
- 2. März: Alexander Pope: The Rape of the Lock. Das epische Gedicht wird nach vorhergehenden anonymen Drucken erstmals unter dem Namen seines Autors veröffentlicht.
- Bernard Mandeville: The Fable of The Bees: or, Private Vices Publick Benefits, ein satirisches Gedicht, das wegen des großen Publikumserfolgs von Mandeville mehrmals erweitert und neu aufgelegt wurde.
- Delarivier Manley: The Adventures of Rivella; or, The History of the Author of the Atalantis, ein autobiographischer Roman
- Marivaux: La Voiture embourbée, Roman

### Drama
- The Works of Mr William Shakespear in nine volumes. [3. Ausgabe]. Hrsg. von Nicholas Rowe erscheint in London bei Jacob Tonson.

- Susanna Centlivre: The Wonder! A Woman Keeps a Secret, eins der populärsten auf englischen Bühnen des 18. Jahrhunderts gespielten Theaterstücke
- Robert Hunter: Androboros, eine Tragikomödie, wahrscheinlich das erste Stück, das in den britischen Kolonien Nordamerika geschrieben und gedruckt worden ist.
- Charles Johnson: The Victim
- Nicholas Rowe: The Tragedy of Jane Shore

### Lyrik
- Johann Christian Günther: Die kurze Jugendlust
- Nikolaus Ludwig von Zinzendorf: Der erste Psalm; Über Christi Tod; Auf das jüngste Gericht; Auf sich selbst; Bei dem ersten Abendmahl.
- Edward Young: The Force of Religion or Vanquished Love, ein Gedicht zum Anlass der Hinrichtung von Lady Jane Grey und Lord Guildford Dudley.

### Wissenschaftliche Werke und Essays
- John Locke: The Works of John Locke werden postum veröffentlicht.
- Leibniz schickt dem französischen Philosophen Nicolas François Rémond seinen Text Eclaircissement sur les Monades. Das Buch kommt 1720 in der deutschen Übersetzung des Jenaer Philosophen und Staatsrechtlers Heinrich Köhler unter dem Titel Monadologie heraus.

- Anne Dacier; Des causes de la corruption du goût. Mit diesem Buch bezog die Autorin Stellung in der Literaturdebatte der Querelle des Anciens et des Modernes
- Fénelon: Lettre à l’Académie sur la grammaire, la rhétorique, la  poétique et l'historie.

## Geboren
- 1. Januar: Kristijonas Donelaitis, litauischer Prediger und Schriftsteller († 1780)
- 12. Februar: Sebastian Sailer, deutscher Prämonstratenser, Prediger und Schriftsteller († 1777)
- 6. Mai: James Townley, englischer Dramatiker   († 1778)
- 17. Juli: Alexander Gottlieb Baumgarten, deutscher Philosoph († 1762)
- 17. September: Gottlieb Wilhelm Rabener, deutscher Schriftsteller und Publizist der Aufklärung († 1771)
- 25. Oktober: Lord Monboddo, schottischer Advokat und Literat († 1779)
- 4. November: Elias Caspar Reichardt, deutscher Schriftsteller, Übersetzer und Herausgeber von Zeitschriften  († 1791)
- 13. November: William Shenstone, englischer Dichter († 1763)
- 16. Dezember: George Whitefield, englischer Geistlicher und Prediger († 1770)

- Genaues Geburtsdatum unbekannt
- Natalia Dolgorukova, russische Schriftstellerin  und Memoirenschreiberin (†1771)

## Gestorben
- 17. Januar: Gabriel Álvarez de Toledo, königlich spanischer Bibliothekar und Dichter, einer der Gründer der Real Academia Española, (* 1662)
- 3. März: Hans Carl von Carlowitz, deutscher Kameralist und Autor (* 1645)
- 27. März: Anton Ulrich, Herzog von Braunschweig-Wolfenbüttel, Schriftsteller und Mäzen (* 1633)
- 22. Juni: Matthew Henry, walisischer Geistlicher und Bibelkommentator
- 28. Juni: Daniel Papebroch,Jesuit, niederländischer Kirchenhistoriker und -schriftsteller, Mitherausgeber der Acta Sanctorum,  (* 1628)

- 18. Oktober: Takemoto Gidayū, japanischer Theaterautor  (* 1651)